# ایزو، شیزوئوکا
ایزو در استان شیزوئوکا در کشور ژاپن واقع شده‌است که دارای جمعیت ۳۵٬۹۱۱ نفر و مساحت ۳۶۳٫۹۷ کیلومتر مربع با تراکم جمعیت ۹۸٫۷ نفر در کیلومترمربع است و در تاریخ ۱ آوریل ۲۰۰۴ به عنوان شهر شناخته شد.